# Quilmes Rock 2009
El Quilmes Rock 2009 és un festival de música desenvolupat a Buenos Aires, Argentina en 4 jornades en els dies 24, 28, 4 i 5 d'abril de 2009, a l'estadi de River Plate, Velez Sarsfield i en el Club Ciutat de Buenos Aires.
El festival compta amb la presència de bandes internacionals de la talla de Radiohead, Iron Maiden, i Kiss.

## Dia 1 (24 de març)
- Radiohead
- Kraftwerk
- La Portuaria

## Dia 2 (28 de març)
- Iron Maiden
- Sepultura
- Horcas
- Lauren Harris Band
- O Connor

## Dia 3 (4 d'abril)
- Los Piojos
- Divididos
- Los Cafres
- Kapanga
- Fidel Nadal

## Dia 4 (4 d'abril)
- Kiss
- Ratones Paranoicos
- Las Pelotas
- Molotov
- Massacre